# FIRST Tech Challenge

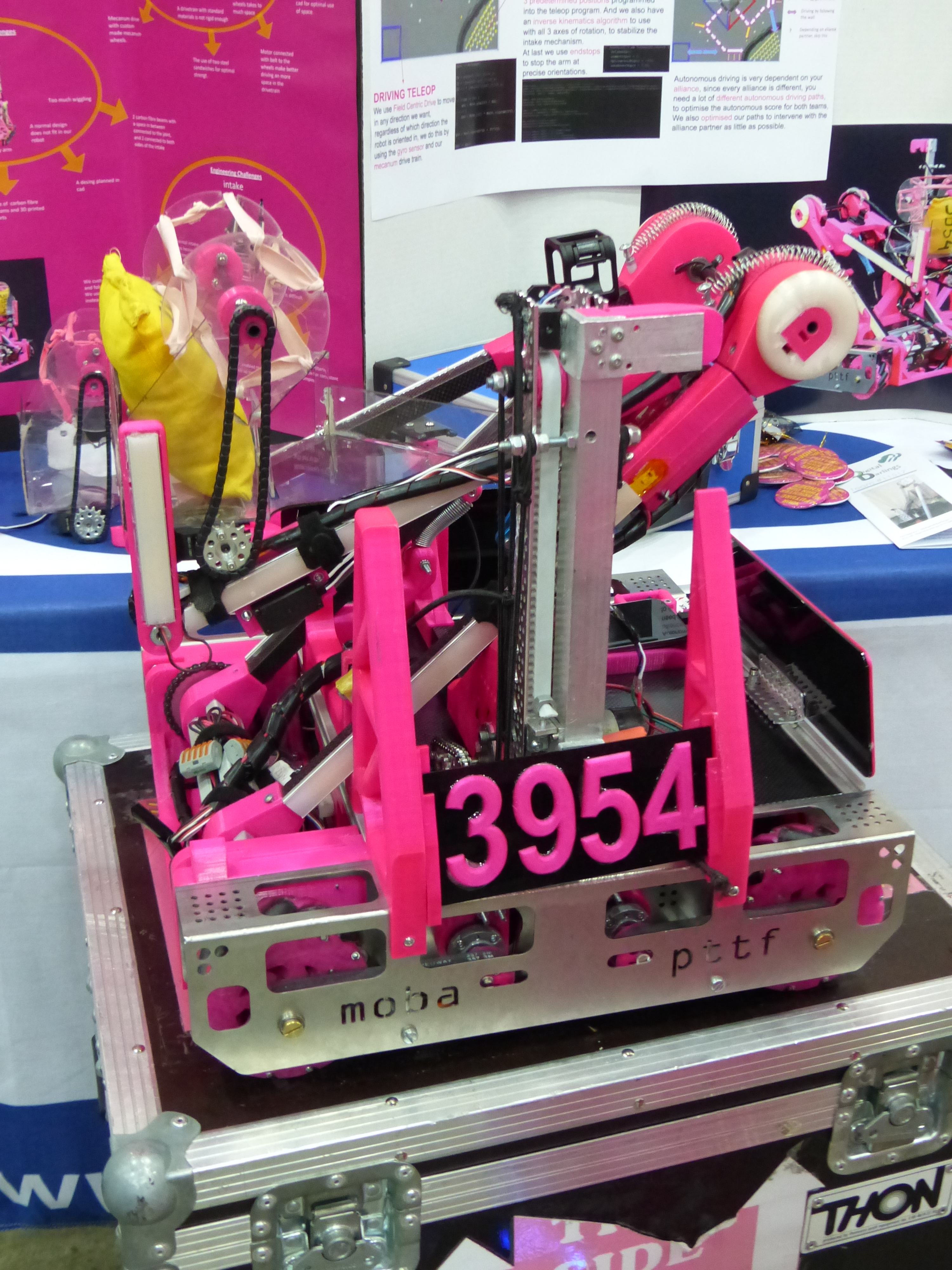
Pink to the Future op de FIRST Championship Detroit 2019

De FIRST Tech Challenge (FTC) is een van de drie robotcompetities van FIRST. De FTC competitie staat in de Benelux open voor deelname van jongeren in de leeftijd van 12 tot 20 jaar. In teams van maximaal 15 leerlingen werken zij vanaf september tot maart aan de uitdaging van het seizoen. ieder teamlid heeft een eigen taak, zodat ieders talent wordt benut en nieuwe vaardigheden geleerd worden. Naast het ontwerpen, bouwen en programmeren van een robot zijn er taken op het gebied van sponsorwerving, communicatie, outreach, opstellen van een businessplan en engineering notebook. 
Gedurende het hele seizoen worden teams ondersteund door de FTC Benelux organisatie. Daarnaast wordt aan beginnende teams de mogelijkheid geboden om gekoppeld te worden aan een ervaren team (buddy-team). In samenwerking met WisMon Onderwijsinstituut zijn er lesmodules ontwikkeld om FTC in het curriculum te integreren. Dit lesmateriaal sluit aan op de VMBO keuzevakken Robotica en Innovatie en Prototyping, maar is ook toe te passen voor andere onderwijsniveaus.

## Teams
In een wedstrijd zitten vier teams, verdeeld in twee allianties, rood en blauw. Ieder team heeft één robot, dus er zijn vier robots per wedstrijd. De allianties worden willekeurig bepaald en je alliantiegenoten voor één wedstrijd, kunnen een andere wedstrijd de tegenstander zijn.

## Spelverloop
FTC wordt gespeeld in wedstrijden van 2,5 minuut, bestaande uit een autonoom deel, een bestuurd deel, en de 'endgame'. In het autonome deel moet de robot met alleen voorgeprogrammeerde instructies en de signalen van sensoren een aantal opdrachten uitvoeren. In het bestuurde deel van de wedstrijd zijn er per robot twee bestuurders die met controllers de robot op afstand besturen. Ook in dit deel van de wedstrijd zijn er opdrachten waarmee punten te verdienen zijn, over het algemeen moeilijker dan de opdrachten in autonoom. In de endgame kunnen de bestuurders doorgaan met wat ze deden in het bestuurde deel, maar zijn er nieuwe opdrachten die vaak veel punten waard zijn. Na de endgame worden de scores van beide allianties berekend en de hoogst scorende alliantie wint.

## Thema's
De FIRST Tech Challenge heeft, net als de andere competities van FIRST, ieder jaar een ander thema. De thema's waren:
- 2024-2025:  Into the Deep[3]
- 2023-2024: Centerstage[4][5]
- 2022-2023: Powerplay[6][7]
- 2021-2022: Freight Frenzy[8][9]
- 2020-2021: Ultimate Goal[10][11]
- 2019-2020: Skystone
- 2018-2019: Rover Ruckus
- 2017-2018: Relic Recovery
- 2016-2017: Velocity Vortex
- 2015-2016: RES-Q
- 2014-2015: Cascade Effect
- 2013-2014: Block Party!
- 2012-2013: Ring It Up!
- 2011-2012: Bowled Over!
- 2010-2011: Get Over It!
- 2009-2010: Hot Shot!
- 2008-2009: Face Off
- 2007-2008: Quad Quandary
- 2006-2007: Hangin'-A-Round
- 2005-2006: Half-Pipe Hustle